# Bosna (gerecht)

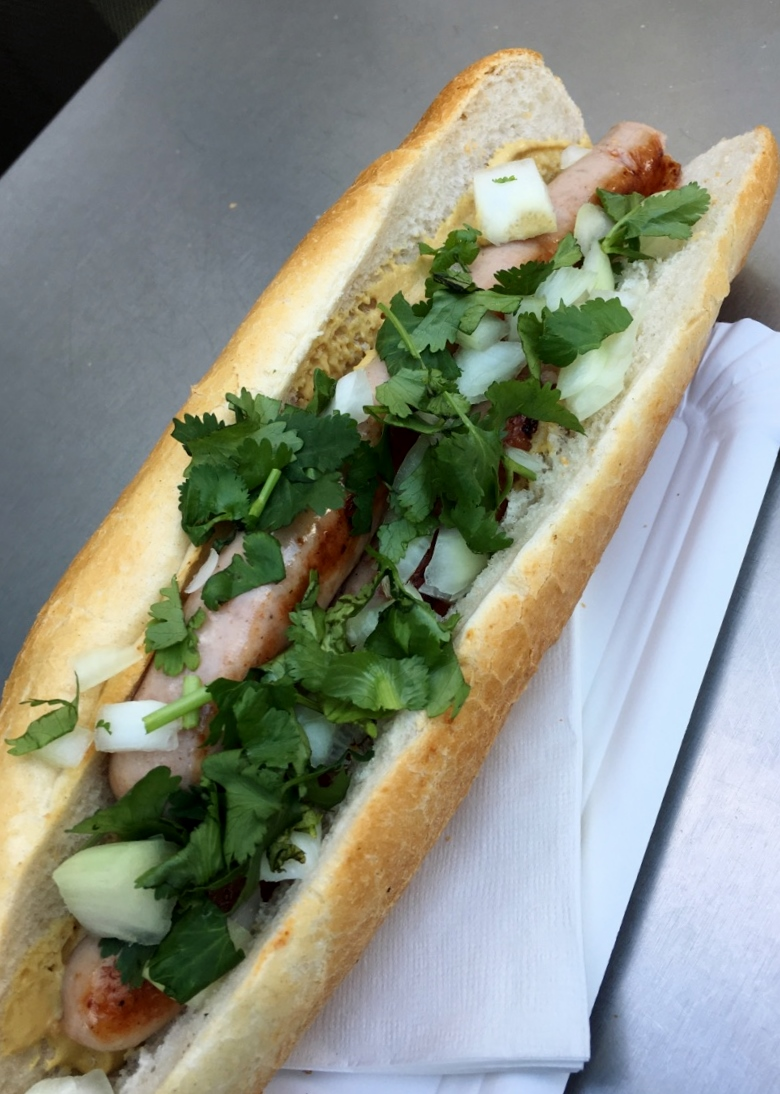

Bosna (regionaal ook Bosner) is een gerecht dat veel voorkomt in Oostenrijk en Duitsland in de regio Augsburg, Traunstein en Altötting. Het bestaat uit een gekruide braadworst geserveerd op gesneden witbrood en gegarneerd met uien, kerriepoeder, ketchup of mosterd. Het lijkt op de Amerikaanse hotdog, maar is veel pittiger.
De Oostenrijkse taalkundige Heinz-Dieter Pohl, die publiceert over culinaire taal, verklaart de naam van dit worstgerecht door te zeggen dat de term 'Bosnisch' in Oostenrijk wordt geassocieerd met sterk gekruide en nogal pittige gerechten.

## Ingrediënten
De hoofdingrediënten zijn braadworst, witbrood (in de lengte gesneden) en een pikante saus gemaakt van mosterd, uien en curry. Vaak wordt ketchup gebruikt in plaats van mosterd. Ook de variant met een mengsel van hete mosterd en ketchup is populair. Een beetje chilipoeder of cayennepeper geeft de ketchupversie een pittige toets.
Het brood wordt meestal gebakken, waarna de worstjes en de saus worden toegevoegd. Het geheel wordt vervolgens op smaak gebracht met kerriepoeder.

## Geschiedenis
De oorsprong van de Bosna ligt waarschijnlijk in Salzburg. Daar creëerde de uit Bulgarije afkomstige Zanko Todoroff zijn specialiteit van een gesneden wit broodje, twee varkensworstjes, fijngesneden ui, peterselie en een geheim kruidenmengsel waar duidelijk curry in zat, alles half in wit papier gewikkeld, en verkocht deze onder de naam nadeniza (van Bulgaars наденица, worst). In 1949 zette hij een oven in de Augustiner Bräu in de wijk Mülln en grilde hij zijn hotdogvariant, die zo populair was bij de inwoners van Salzburg dat hij zich in 1950 de Balkan Grill kon veroorloven, zijn eigen kleine winkeltje in de stad, in een doorgang in de Getreidegasse. De inwoners van Salzburg konden nadeniza niet onthouden en daarom werd deze specialiteit eenvoudigweg Bosna genoemd, een naam waarmee deze uiteindelijk op veel plaatsen in Salzburg en Opper-Oostenrijk bekend werd.
Volgens andere bronnen werd de Bosna in 1974 in Linz uitgevonden door Petar Radisaljević, die uit Joegoslavië was geëmigreerd. Omdat hij volgens het krantenbericht op weg was van Salzburg naar Linz, heeft hij ze mogelijk alleen maar “meegenomen”.